# Schlacht von Affane
Die Schlacht von Affane (englisch Battle of Affane, irisch Cath Áth Mheáin) wurde im Jahr 1565 in der Grafschaft Waterford im südöstlichen Irland zwischen den Truppen der Fitzgeralds (Earl of Desmond) und der Butlers (Earl of Ormonde) ausgetragen. Die Schlacht endete mit einer Niederlage der Truppen von Desmond. Dies war die letzte „privat geführte“ (das heißt ohne königlichen Auftrag auf einer der Seiten) Schlacht in Irland.

## Ursprung
Die Provinz Munster wurde seit dem 13. Jahrhundert von zwei Familien dominiert: den Fitzgeralds of Desmond und den Butlers of Ormonde. Das Gebiet der Fitzgeralds lag im Süden und Südwesten von Irland, das Gebiet von Ormonde war rund um die Stadt Kilkenny zentriert. Mangels einer starken Zentralregierung befanden sich die beiden Dynastien in einer Spirale gewalttätiger Rivalität. In den 1560er Jahren entwickelte sich diese Fehde zu einem ausgewachsenen Krieg.
Die verwitwete Countess of Ormonde, Mutter von Sir Thomas Butler (10. Earl of Ormonde), heiratete Gerald Fitzgerald (14. Earl of Desmond) mit dem Hintergedanken einer Aussöhnung beider Häuser und es ist ihr zu verdanken, dass die Schlacht von Bothermore (auch bekannt als die Schlacht, die keine war) friedlich beendet wurde. Doch ihr Tod im Jahr 1564 hinterließ ein Vakuum, worauf auf beiden Seiten die Übergriffe wieder begonnen wurden.
Während der Disput mal stärker und mal schwächer zutage trat, entschied sich Sir Maurice Fitzgerald – ein Bürger, der im Grenzland zwischen beiden Territorien, aber im vom Desmond kontrollierten Gebiet lebte – ein Angebot auf Schutz von Ormonde (einem seiner Cousins) anzunehmen. Um Fitzgerald wieder in seine Anhängigkeit zu bringen, versammelte Desmond im Januar 1565 seine Armeen, um Richtung Osten zu ziehen. Ormonde mobilisierte seinerseits seine Truppen, um die Truppen von Desmond bei der Furt von Affane über den Blackwater River abzufangen.

## Die Schlacht
Desmonds Truppen bestanden aus seinen Angehörigen, verbündeten irischen Clans (z. B. die O’Connors und die O’Briens) sowie den Truppen von Sir Piers Butler of Cahir, einem unzufriedenen Untertanen von Ormonde. Die Streitkraft von Ormonde wurde von den Butler-Lords sowie alliierten gälischen und alt-englischen Untertanen.
Desmond verließ die Stadt Lismore an erster Front mit 80–100 Reitern, 300–400 Fußsoldaten sowie weiteren Hundertschaften von Anhängern. Er erreichte die Furt bei Wasserhöchststand und forderte die Anwesenheit von Fitzgerald – so wie es durch die militärischen Maßgaben geregelt war. Fitzgerald bot an, die Streitigkeit durch ein Schiedsgericht zu entscheiden, doch Desmond bestand auf der Entscheidungsgewalt über Sir Maurice Fitzgerald und so kam es zu keiner Einigung.
Desmond ließ daraufhin ein Lager aufschlagen und Ormonde verließ mit den Truppen von O’Kennedy, Gillapatrick und Burke die nahen Hügel in Richtung Ebene. Daraufhin wurde Desmond von einem ansässigen Bürger dazu gedrängt anzugreifen, was allerdings auf der falschen Information beruhte, dass Ormonde nicht anwesend sei; Lord Power drängte Desmond hingegen, sich in sein Haus bei Curraghmore zurückzuziehen und neu zu planen. Doch Desmond ging davon aus, dass die gegnerischen Truppen durch Ormondes Abwesenheit geschwächt seien und entschied sich für einen Angriff. Er bewegte sich mit seinen Truppen auf Dromana zu (in der Gemeinde Affane) – dem Hauptsitz der Fitzgeralds und plante auf dem Weg dorthin in Lismore weitere Truppen als Unterstützung zu rekrutieren.
Zu dieser Zeit waren die Truppen von Ormonde bis nahe an die Furt von Affane vorangekommen – nicht weit entfernt von Lismore Castle – als seine Männer die Wege von Desmonds Fußsoldaten kreuzten und sich die Lage zuspitzte. Ormonde erblickte Desmond und es entwickelte sich ein planloses Geschützfeuer. Ormonde zog sich in eine Defensivformation zurück, und sein Bruder, Edmund Butler, traf Desmond mit einer Pistole in die rechte Hüfte, so dass dieser vom Pferd stürzte. Mit ihrem verwundeten Anführer zerstreuten sich dessen Truppen und wurden von Ormondes Männern in Richtung Fluss getrieben, wo 300 Soldaten von Desmond starben.
Als der gefangengenommene Desmond auf den Schultern vom Feld getragen wurde, soll ein Kommandant Ormondes jubilierend gefragt haben, „wo ist nun der große Lord Desmond?“. Daraufhin entgegnete Desmond angeblich mit „Dort wo er hingehört. Er sitzt den Butlers im Nacken!“. Desmond wurde zuerst nach Clonmel, später nach Waterford gebracht.

## Konsequenzen
Vor allem die Tatsache, dass beide Seiten ihre privaten Banner während der Schlacht präsentiert hatten, war ein Affront gegen die englische Krone – galt dies und die private Schlacht als solche doch als symbolische Ablehnung der englischen Herrschaft. Daraufhin beorderte Elisabeth I. die Anführer beider Lordschaften nach London, um sich zu rechtfertigen. Während Thomas Butler (3. Earl of Ormonde), der der Cousin der Königin war, begnadigt wurde, wurden Gerald Fitzgerald und seine Brüder John und James verhaftet und im Tower of London eingesperrt. Dieses Machtvakuum in Munster führte 1569 schließlich zur 1. Desmond-Rebellion.